# Jedi
Jedi su glavni protagonisti u svijetu Zvjezdanih Ratova. Oni su prikazani kao drevna monaška, akademska, meritokratska i kvazi militaristička organizacija, čije porijeklo datira otprilike 25.000 godina prije događaja prvog filma objavljenog u serijalu.
Jedijski Red je djelovao kao čuvari mira u galaksiji Zvjezdanih Ratova; brane i štite sav sapijski život, nikada ne napadaju. Red se sastojao od polima; učitelja, filozofa, znanstvenika, inženjera, liječnika, diplomata i ratnika. Jedijski moralni vrijednosni sustav smatrao je čistoću misli i odvojenost emocija ključnim za prosvjetljenje. Jedijska filozofija isticala je samo usavršavanje znanjem i mudrošću, pridržavanjem morala robovanja i nesebičnim služenjem kroz djela dobročinstva, građanstva i volonterizma; ova ideologija je ponavljajuća tema u svemiru Zvjezdanih Ratova. Jediji osporavaju emocije kao osnovni uzrok smrtne patnje; vjeruju da strah, bijes i ljubav izazivaju živa bića da se sukobe u sukobu i onemoguće racionalno djelovanje da učine ono što je objektivno ispravno. Njihovo tradicionalno oružje je svjetlosni sablja, uređaj koji stvara plazmu nalik na oštricu, pokretanu Kyber kristalom ili drugim predmetom fokusiranja, na primjer. Krayt biser.
Izmišljena organizacija nadahnula je novi religijski pokret u stvarnom svijetu, jediizam.

## Etimologija
Rečeno je da je riječ Jedi prilagodio George Lucas iz japanskog jezika 時代劇 (jidaigeki) (što znači „razdoblje drame“ filmova o samurajima) ili je možda nadahnuo riječima Jed (vođa) i Jeddak (kralj) u Barsoomova serija Edgara Ricea Burroughsa, serija koju je Lucas smatrao prilagoditi u film.
Film Rogue One sugerira da se unutar same mitologije Zvjezdanih Ratova odnosi na planet Jedha, izvor kristala koji se koriste u svjetlosnim načevima.
Izraz padawan, koji se koristi za izmišljene Jedijske pripravnike, čini se da potječe iz sanskrta i može se shvatiti kao "učenik", kako na sanskrtu tako i od strane suvremenih izvornih govornika indoarijskih jezika.

### Utjecaji
George Lucas priznao je da su Jedi, Sith i ostali koncepti sile nadahnuti iz mnogih izvora. Tu spadaju: viteško viteštvo, paladinizam, samurajski bushido, Šaolinski samostan, šamanizam, feudalizam, hinduizam, Qigong, čakra, grčka filozofija, grčka mitologija, rimska povijest, rimska mitologija, dijelovi Abrahamske religije, konfucijanizam, šintō, budizam i taoizam, a da se ne spominje bezbroj kinematografskih prethodnika. Djela filozofa Friedricha Nietzschea i mitologa Josepha Campbella, posebno njegova knjiga Heroj s Tisuću Lica (1949.), izravno su utjecala na Lucasa i bila su ono što ga je pokrenulo u stvaranju 'modernog mita' Zvjezdanih Ratova.
| Jedi                   | Hindu     |
| ---------------------- | --------- |
| Jedijsko Visiko Vijeće | Brahmin   |
| Vijeće Prvog Znanja    | Kshatriya |
| Vijeće Pomirenja       | Vaishya   |
| Vijeće Reosnivanja     | Shudra    |

| Jedi     | Hindu        |
| -------- | ------------ |
| Učitelj  | Sannyasa     |
| Vitez    | Vanaprastha  |
| Padawan  | Grihastha    |
| Početnik | Brahmacharya |

## Prikaz
Kao što je prikazano u kanonu, Jedi proučavaju i koriste Silu kako bi pomogli i zaštitili one kojima je potrebna zaštita. Pripadnici Jedija, poznati kao Jedi Vitezovi, poštuju sav život braneći i štiteći one koji to ne mogu učiniti sami, težeći miroljubivim i neborbenim rješenjima sukoba i bore se samo u samoobrani i obrani onih koje štite. Trenirajući um i tijelo, Jedi nastoje poboljšati sebe neograničenim pristupom Sili, istovremeno pokušavajući poboljšati one pojedince i skupine s kojima dođu u kontakt. Poput njihovih zlih kolega, Sitha, glavno oružje Jedija je svjetlosni mač. Međutim, prema Lucasu, "Sila stvarno nema nikakve veze sa svjetlosnim mačem. Bilo tko može imati svjetlosni mač. To je samo oružje poput pištolja".

### Skywalker saga
Sad kad su izumrli, Jediji su romantizirani, obožavani. Na vrhuncu svojih moći omogućili su Darth Sidiousu da se uzdigne, stvori Carstvo i izbriše ih. Licemjerje, hubris. Ali ako uklonite mit i pogledate njihova djela, ostavština Jedija je neuspjeh. Bio je to Jedi Učitelj koji je bio odgovoran za obuku i stvaranje Darth Vadera.
-Luke Skywalker, Zvjezdani Ratovi: Posljednji Jedi

#### Originalna trilogija
Jediji su prvi put predstavljeni u filmu Zvjezdani Ratovi iz 1977. godine kao red redovnika ratnika koji služe kao "čuvari mira i pravde u galaksiji" i prihvaćanju mistične snage Sile. Obi-Wan Kenobi (Alec Guinness) objašnjava da je Galaktičko Carstvo gotovo uništilo sve Jedije te nastoji obučiti Lukea Skywalkera (Mark Hamill) kao posljednju nadu Jedijskog Reda. Darth Vader (David Prowse/James Earl Jones) također je utvrđen kao glavni neprijatelj Jedija. Na kraju filma, koji prikazuje Bitku kod Yavina, Luke je na putu da postane Jedi. U nastavku, "Carstvo uzvraća udarac", Luke dobiva opsežnu obuku Jedija od starog (i jedinog preživjelig) Jedija Učitelja Yode (Frank Oz), čak nakon što saznaje da je Vader, u stvari, njegov otac, bivši Jedi Vitez Anakin Skywalker. Treći film u originalnoj trilogiji "Povratak Jedija" završava tako što Luke iskupljuje Vadera i pomaže uništiti Carstvo, ispunjavajući tako njegovu sudbinu kao Jedi.
Dva posljednja Jedi Učitelja umiru tijekom događanja u filmovima nakon čega se vraćaju kao Silo duhovi kako bi pomogli Lukeu.

#### Prequel trilogija
U prequel triloguji koja je sljedila, susreće se Jedije u trenutku njihovoj najvećoj snazi, sa sjedištem u Jedi hramu na Coruscantu, i baveći se rastućoj prisutnošću tamne strane Sile i povratkom Sitha. U Epizodi I: Fantomska Prijetnja (1999.), Jedi Učitelj Qui-Gon Jinn (Liam Neeson) otkriva devetogodišnjeg Anakina Skywalkera (Jake Lloyd) za kojeg vjeruje da je "Izabrani" Jedijskog proročanstva, a kojem je suđeno da dovede ravnotežu u Sili. Na kraju Fantomske Prijetnje, Anakin je u uparen s Qui-Gon-ovim pripravnikom, mladim Obi-Wanom Kenobijem (Ewan McGregor), koji obećava da će ga obučavati.
Nastavak, Epizoda II: Klonovi Napadaju, utvrđuje da se Jediji odriću svih emocionalnih privrženosti, uključujući romantičnu ljubav, što se pokazuje problematičnim kada se Anakin, sada mlada odrasla osoba (Hayden Christensen), zaljubi u Padmé Amidalu (Natalie Portman). Klonski ratovi, o kojima se prvi put govori u originalnom filmu iz 1977., počinju kada su stotine Jedija sudjelovali u Bitci za Geonosis.
U Epizodi III: Osveta Sitha, Yoda povjerava Maceu Winduu da je proročanstvo Izabranog moglo biti pogrešno protumaćeno. Palpatine (Ian McDiarmid), za koga se otkriva da je Darth Sidious, manipulira Anakinom ljubavlju prema Padmé i nepovjerenjem prema Jedijima kako bi ga okrenuo na tamnu stranu i postavio kao svojeg Sith pripravnika, Darth Vader. Potonji počinje pomagati Palpatinu u lovu i uništavanju Jedija, koji su gotovo istrebljeni tijekom događaja Osvete Sitha; samo su Obi-Wan Kenobi i Yoda među nekolicinom Jedija koji su izbjegli početnu čištku. Kao što je otkriveno u seriji Klonski Ratovi, svakom je klonu bio implantiran čipom koje će Palpatine aktivirati pomoću zapovijedi Naredba 66, zakona koji kaže:
U slučaju da Jedijski časnici djeluju protiv interesa Republike, i nakon primanja posebnih naredbi ovjerenih kao da dolaze izravno od Vrhovnog zapovjednika (Kancelar), zapovjednici GAR-a uklonit će te časnike smrtonosnom silom, a zapovjedništvo GAR-a vratit će se Vrhovnom zapovjedniku (kancelaru) dok se ne uspostavi nova zapovjedna struktura.
-Karen Traviss, Republic Commando: True Colors (2007)
To je rezultiralo da se klonski vojnici poput zapovjednika Codyja odjednom okrenu protiv svojih generala i ubiju ih, dok Darth Vader predvodi 501. legiju za provođenje "Operacije Viteški pad" protiv Jedijskog hrama. Palpatine je uvjeravao narod Republike da su Jedi korumpirani ratni huškaći odgovorni za produženje Klonskih ratova, označivši ih kriminalnim i raspisanim nagradama na njima. Darth Vader nastavio je loviti i pogubiti gotovo sve preživjele Jedije u prvim godinama Carstva, u onome što je poznato kao Velika Jedijska čistka; samo je Yoda preživio dovoljno dugo da umre od starosti, dok su drugi poput Obi-Wana i Kanana umrli boreći se.

#### Sequel trilogija
U prvom filmu trilogije nastavaka saznajemo da je pokušaj Lukea da obnovi Jedi red krenuo po zlu nakon što je jedan od njegovih učenika, njegov nećak Ben, bio privućen tamnom stranom pod utjecajem Vrhovnog vođe Snoka te postao Kylo Ren. Odlučan da uništi sve što je Luke postavio, Ren ubija višak učenika i uzima manji broj sa sobom. Nakon Renovog pada na tamnu stranu i uništenja Novog Jedi reda Luke odlazi u samonametnuti eksil na planet Ahch-To, uvjeren da su on i loš utjecaj Jedija odgovorni za nemir u galaksiji.
U sljedećem filmu Ratovi zvijezda: Posljednji Jedi mlada Rey pronalazi Lukea na Ahch-To i uspjeva ga nagovoriti da ju podući o Sili. Za vrijeme njene poduke Luke joj govori o onome što on smatra oholosti Jedi reda koja je omogućila da Darth Sidious dođe do vlasti i sve njih umalo istrijebi. Za vrijeme boravka na otoku Rey otkriva stablo u kojemu se nalaze drevni Jedi spisi te saznaje za razlog Benovog pada na tamnu stranu i uvjerena da ga može spasiti odlazi. Luke ostaje na otoku i namjerava zapaliti stablo sa spisima, ali ipak ne ćini. U tom trenutku se pojavljuje duh Yode koji gromom pali stablo i uči Lukea da se treba učiti iz pogrešaka te da se majstori mjere po onima koji ih nasljeđuju. Kada Prvi red pokreće napad na Otpor na planetu Crait se odjednom pojavljuje Luke i suprotstavlja napadu. On i Kylo Ren se zapliću u dvoboji i Ren ga naočigled pobjeđuje. Luke razotkriva da se u stvarnosti još uvijek nalazi na drugom kraju galaksije od kuda se projekcirao. Na Ahch-To iscrpleni Luke gleda zalazak sunca nakon ćega postaje jedno sa Silom. Rey koja je ponijela drevne spise sa sobom zajedno s ostacima Otpora ulazi u Millennium Falcom i odlazi da nastavi obuku.
U završnom filmu otkriveno je da Sith Lord, imperator Palpatine, još uvijek živi i potajno vuče konce iza svega, čak i stvaranjem Vrhovnog vođe Snokea i Prvog reda. U svom posljednjem velikom pokušaju zauzimanja galaksije, stvorio je Konačni poredak, flotu od stotinu razarača od kojih je svaka sposobna uništiti planet. Smrt majke i veza s Rey, vraćaju Kylo Rena natrag u svjetlo. Kylo Ren, sad opet Ben Solo, udruži snage s Rey (za koju se ispostavi da je unuka Palpatina) i suprotstavi se imperatoru, dok njihovi prijatelji pokušavaju srušiti Završni red uz pomoć dobrovoljaca iz cijele galaksije. Palpatine je poražen od Rey i Bena. Ben žrtvuje svoj život za Rey da bi je uskrsnuo pomoću Sile, a Rey živi kako bi ponovno pokrenula Jedijski red.

## Činovi vlasti i obrazovni napredak
- Pripravnik (Apprentice) - svako dijete kod kojeg se nađe povišena količina midi-klorijana
- Padawan - naučnik kojeg intenzivno podučava Jedi vitez; ako početnika ne izabere niti jedan vitez do njegove 13 godine, početnik ne postaje padawan, već odlazi u tehničku službu reda
- Vitez (Knight)- nakon što završi obuku, padawan postaje vitez
- Učitelj (Master)- vitez koji uspješno poduči padawana do statusa viteza može postati učitelj
- Član Savjeta (council member)- Član vijeća/savjeta Jedija, vidi dalje u tekstu
- Duh - najviša razina koja nije definirana kodeksom reda; postigli su je Yoda, Obi-Wan Kenobi, Qui-Gon Jinn i Anakin Skywalker u nastavku Povratak Jedija

Centralno tijelo reda bio je Savjet, u kojem se nalazilo maksimalno dvanaest članova. Jediji su prije svega bili zaduženi za očuvanje mira u Staroj Galaktičkoj Republici. Kako su bili angažirani i u vojnim sukobima, bili su vični borilačkim vještinama. Tradicionalno oružje Jedi-viteza je svjetlosni mač. Zadatak svakog Jedija je da sam napravi mač, što je i konačna potvrda statusa.

## Sila
Sila se u ratovima zvijezda opisuje kao energetsko polje koje isijavaju sva živa bića. Jedi-vitezovi mogu razumjeti Silu i služiti se njom zahvaljujući simbiontskim organizmima zvanima midi-klorijani. Što je veći broj midi-klorijana, snažnija je Sila. U filmu "Fantomska prijetnja" doznajemo da je Anakin Skywalker imao preko 20000 midi-klorijana, više i od samog učitelja Yode.

## Kodeks Jedija
Gdje nema emocija, tu je mir.
Gdje nema ignorancije, tu je znanje.
Gdje nema strasti, tu je spokoj.
Gdje nema kaosa, tu je sklad.
Gdje nema smrti, tu je Sila.

## Vanjske poveznice
- Jedi na Star Wars Databank (eng.)